# Peter Nielsen (illustrator)
 Der er flere personer med dette navn, se Peter Nielsen.
Peter Nielsen (f. 1946 i København) er en dansk grafiker, illustrator og forfatter.

## Bogudgivelser (udvalg)

### Naturhåndbøger (Gyldendal)
- 2008: På jagt efter små dyr i hus og have
- 2008: På jagt efter små dyr i vandet
- 2008: På jagt efter små dyr på stranden
- 2008: På jagt efter små dyr i skoven

### Illustrationer i bøger
- 1994: Lars Ørlund: Gorillaernes bjerge. Forum
- 1997: Lars Ørlund: Isbjørnenes land. Forum
- 2004: Lars Ørlund: Gepardernes sletter. Forum
- 2007: Bengt Holst: Børnenes store dyrebog. Politiken